# 21. horská divize SS „Skanderbeg“ (1. albánská)
21. Waffen-Gebirgs Division der SS „Skanderbeg“ (albanische Nr. 1) byla horská divize Waffen-SS. Byla založena 17. dubna 1944. Její hlavní úlohou byl boj s partyzány na území Kosova a Makedonie. Své jméno „Skanderbeg“ obdržela podle albánského hrdiny z 15. století Iskandera Bega, který vyhnal bojovníky Osmanské říše z území Albánie.

## Vznik
Při náboru bylo z původních 11 398 rekrutů schopno narukovat 9275. Do Waffen-SS nakonec vstoupilo 6491 etnických Albánců, kteří doplnili mužstvo. Jádro nové divize tvořily 300 etnických Albánců z 13. Waffen-Gebirgs Division der SS „Handschar“ (kroatische Nr. 1), Volksdeutsche (Němci žijící mimo území Říše) a důstojníci převelení z 7. SS-Freiwilligen-Gebirgs Division „Prinz Eugen“.

## Válečné zločiny
Příslušníci divize spáchali zvěrstva v Kosovu, kde vraždili srbské civilisty a více než 10 000 srbských rodin donutili uprchnout z domovů. Při nasazení v Makedonii vojáci soustavně pronásledovali Židy, Srby a Romy.

## Početní stavy divize
| Měsíc    | Rok  | Počet |
| Červen   | 1944 | 6156  |
| Prosinec | 1944 | 4944  |

## Velitelé
Vrchní velení divize
- SS-Brigadeführer Josef Fitzthum (17. duben 1944 - 1. květen 1944)
- SS-Oberführer August Schmidthuber (1. květen 1944 - 11. prosinec 1944)
- SS-Obersturmbannführer Alfred Graf (11. prosinec 1944 - 20. leden 1945)

Náčelník štábu
- SS-Hauptsturmführer Georg Berger (1. srpen 1944 – leden 1945)

Proviantní důstojník
- SS-Obersturmführer Alfred Graf (1. květen 1944 - 11. prosinec 1944)

## Bojová struktura
- Waffen-Gebirgsjäger-Regiment der SS 50 (albanisches Nr. 1) (50. pluk horských myslivců Waffen-SS)
- Waffen-Gebirgsjäger-Regiment der SS 51 (albanisches Nr. 2) (51. pluk horských myslivců Waffen-SS)
- Waffen-Gebirgs-Artillerie-Regiment der SS 21 (albanisches Nr. 1) (21. horský pluk dělostřelectva Waffen-SS)
- SS-Sturmgeschütz-Abteilung 21 „Skanderbeg“ (21. oddíl útočných děl SS „Skanderbeg“)
- SS-Sanitäts-Abteilung 21 (21. sanitní oddíl SS)
- SS-Wirtschafts-Bataillon 21 (21. hospodářský prapor SS)
- SS-Gebirgs-Aufklärungs-Abteilung 21 (21. horský průzkumný oddíl SS)
- SS-Gebirgs-Feldersatz-Bataillon 21 (21. horský pohotovostní prapor SS)
- SS-Gebirgs-Panzerjäger-Abteilung 21 (21. horský oddíl stíhačů tanků SS)
- SS-Gebirgs-Pionier-Bataillon 21 (21. horský ženijní prapor SS)
- SS-Gebirgs-Nachrichten-Abteilung 21 (21. horský zpravodajský oddíl SS)
- SS-Divisions-Nachschubtruppen 21 (21. četa divizního zásobování SS)